# کاباک‌لی (دینار)
کاباک‌لی (به ترکی استانبولی: Kabaklı) یک منطقهٔ مسکونی در ترکیه است که در دینار (شهر) واقع شده است.